# Abdulmajeed al-Sulayhem
Abdulmajeed al-Sulayhem (arabisch عبد المجيد الصليهم, DMG ʿAbd al-Maǧīd aṣ-Ṣulaiham; * 15. Mai 1994 in Riad) ist ein saudi-arabischer Fußballspieler.

## Karriere

### Verein
Er begann seine Laufbahn in der Saison 2012/13 bei al-Shabab, mit welchen er in der Folgesaison den saudischen Pokal gewann. Von dort aus wurde er Ende Januar 2018 bis zum Ende der laufenden Spielzeit an Rayo Vallecano nach Spanien verliehen. Nach seiner Rückkehr verblieb er noch bis Mitte September 2020 bei al-Shabab und wechselte zu al-Nassr FC. Mit diesen gewann er in der Saison 2020/21 den saudischen Supercup.

### Nationalmannschaft
Sein Debüt in der A-Nationalmannschaft hatte er am 7. November 2017 bei einem 2:0-Freundschaftsspielsieg über Lettland. Er wurde in der 76. Minute für Nooh al-Mousa eingewechselt.